# 女トラッカー 甘い爆走
『女トラッカー 甘い爆走』（おんなトラッカー あまいぼうそう、イタリア語: Teresa, 「テレーザ」主人公の名）は、1987年（昭和62年）製作・公開、ディーノ・リージ監督によるイタリアの映画である。イタリア式コメディの1作。

## 概要
本作は、1987年、イタリアの製作会社ディーン・フィルムが製作、同年11月26日、メドゥーザ・ディストリブツィオーネの配給によってイタリア国内で公開され、翌1988年（昭和63年）5月11日に開かれた第41回カンヌ国際映画祭マーケットで上映された。
日本では、アルバトロスが買い付けて輸入し、1989年（平成元年）2月4日に同社の配給で公開された。日本でのビデオグラムは、同社の提供、日本コロムビア（現在のコロムビアミュージックエンタテインメント）の発売により、VHSカセットがセル・レンタルともにリリースされた。2010年9月現在、日本でのDVDはリリースされていない。

## あらすじ
父の死後、家族を養うためにトラック運転手で生計を立てるテレーザは、同業者のジーノと意気投合して一緒に仕事をする。ある時2人はケンカ別れをし、テレーザはかねてより言い寄られていたトラック会社の社長と結婚しようとする。そして結婚式の日、ジーノが式場に現れ、テレーザは式を放棄して彼のもとへ向かう。

## スタッフ・作品データ
- プロデューサー - ピオ・アンドレッティ （Pio Angeletti）、アドリアーノ・デ・ミケーリ （Adriano de Micheli）
- 監督 - ディーノ・リージ
- 脚本 - ベルナルディーノ・ザッポーニ （Bernardino Zapponi）、グラツィアーノ・ディアーナ （Graziano Diana）、ディノ・リージ
- 撮影 - ブラスコ・ジュラート （Blasco Giurato）
- 美術 - ファビオ・ヴィターレ （Fabio Vitale [5]）
- 編集 - アルベルト・ガッリッティ （Alberto Gallitti [6]）
- 音楽 - クラウディオ・マイオーリ （Claudio Maioli）
- 上映時間 - 98分 [1] /   101分[4]
- フォーマット - カラー映画 - ヨーロピアン・ヴィスタサイズ（1.66:1） - モノラル録音

## キャスト
クレジット順。
- セレナ・グランディ （Serena Grandi） - テレーザ・ロッキ
- ルカ・バルバレスキー （Luca Barbareschi） - ジーノ
- エロス・パーニ （Eros Pagni） - ナブッコ・ラニョッティ
- フローラ・カロゼッロ （Flora Carosello [7]） - テレーザの母
- ロバート・スパフォード （Robert Spafford [8]）
- ボビー・ローズ （Bobby Rhodes [9]） - ヘルマン男爵
- フェルナンド・パヌッロ （Fernando Pannullo [10]）
- プーポ・ディ・ルーカ （Pupo De Luca） - 前夫
- マッシオモ・ピッタレッロ （Massimo Pittarello [11]） - トラッカー